# Bernardus Reinierus Franciscus van Vlijmen
Bernardus Reinierus Franciscus van Vlijmen (Amsterdam, 2 mei 1843 - Schijndel, 17 december 1919) was een Nederlands militair en politicus.

## Militaire loopbaan
Van Vlijmen werd in 1863 tot tweede luitenant der infanterie benoemd; van 1866 tot 1872 was hij gedetacheerd bij het Koninklijk Nederlandsch-Indisch Leger en bij terugkeer in Nederland diende hij verder als luitenant en als kapitein. In 1905 kreeg hij op zijn verzoek als generaal-majoor eervol ontslag uit de militaire dienst.

## Lid van de Tweede Kamer
Van Vlijmen werd in 1888 uitgekozen (als katholiek officier) als lid van de Tweede Kamer der Staten-Generaal. Hij klom tijdens zijn lidmaatschap op van kapitein tot generaal. Vanaf 1894 werd hij steeds bij enkelvoudige kandidaatstelling gekozen door het district Veghel en behoorde tot de kleine groep officier-Kamerleden. Hij hield zich niet alleen met militaire maar ook met Indische zaken bezig, getuige zijn inbreng bij veel debatten.

## Publicist
Van zijn hand verschenen Het bataafse voetvolk, Krijgshistorische proeve (1987) en Vers la Beresina (1812), l'apres des documents nouveaux. Hij was ridder in de Orde van de Nederlandse Leeuw.
- Biografisch Portaal: 19913916
- Gemeinsame Normdatei: 140492224
- International Standard Name Identifier: 0000 0003 9487 2178
- Library of Congress Control Number: n2015010136
- Nederlandse Thesaurus van Auteursnamen: 070439095
- Parlement.com: vg09llc57er1
- Système universitaire de documentation: 09129763X
- Virtual International Authority File: 289400119
- WorldCat: E39PBJfRxmQCyQM8R6p73M7T73